# نی‌نواز هاملین (فیلم ۱۹۳۳)
نی‌نواز هاملین (انگلیسی: The Pied Piper) یک فیلم کوتاه انیمیشن از مجموعه انیمیشن‌های سمفونی احمقانه به کارگردانی ویلفرد جکسون و تهیه کنندگی والت دیزنی است.